# South Haven (Indiana)
 (juillet 2025).
Pour les articles homonymes, voir South Haven.
South Haven est une census-designated place située dans le comté de Porter, dans l’État de l'Indiana, aux États-Unis. Lors du recensement de 2020, elle compte 5 084 habitants.